# Церква Вознесіння Господнього (Бариш, УГКЦ)
Церква Вознесіння Господнього в Бариші — культова споруда, греко-католицький парафіяльний храм (УГКЦ) Бучацького деканату Бучацької єпархії Української греко-католицької церкви в селі Бариші Бучацької громади Чортківського району Тернопільської области України. Пам'ятка архітектури місцевого значення (охоронний номер 114).

## Історія церкви
До 1946 року парафія і храм у Бариші належали до УГКЦ, а з 1946 по 1989 рік — до РПЦ.
У 1990 році громада розділилася на прихильників УАПЦ та УГКЦ. Оскільки громада УАПЦ була чисельнішою, церква перейшла до них. Греко-католики почали проводити богослужіння в колишньому римсько-католицькому костелі, який був збудований у 1800–1882 роках за сприяння Каєтана Потоцького та Марціна Шавловського. Будівля була перебудована в 1900–1906 роках.
У 1991 році греко-католицька громада відновила костел, де богослужіння проводяться й донині.
При парафії діють такі спільноти:
- Спільнота «Матері в молитві».
- Братство «Апостольство молитви».
- Марійська та Вівтарна дружини.

## Парохи
- о. Петраш,
- о. Павло Василик,
- о. Петро Легкий,
- о. Петро Прибула,
- о. Ігор Довганюк (від 2008, адміністратор).